# تپه خاخیان
تپه خاخیان در حدود ۷کیلومتری غرب شهر درگز در کنار جاده درگز – نوخندان قرار گرفته سفالهایی مربوط به هزاره اول قبل از میلاد در آن واقع است. این تپه دارای ۸ متر ارتفاع و ۵۳ متر طول و ۳۷ متر عرض می‌باشد.